# 円澄
円澄（えんちょう、宝亀3年（772年）- 承和4年10月26日（837年11月27日））は、平安時代前期の天台宗の僧。俗姓は壬生氏。武蔵国埼玉郡の出身。

## 略歴
初め関東の道忠（どうちゅう）の下で出家し法鏡行者と称したが、延暦17年（798年）には比叡山に上って最澄に師事し、円澄と名を改めた。大同元年（806年）、最澄による最初の円頓戒授与で受戒者の上首となり、翌大同2年（807年）の法華長講では最澄の次に第2巻を講説した。天長10年（833年）、第2世天台座主に就任し、比叡山に西塔院・寂光院を建立している。また、皇太后橘嘉智子に袈裟数百枚を中国天台山国清寺に施入することを勧め、実行させている。